# كولومبوس كرو
نادي كولومبوس كرو لكرة القدم (بالإنجليزية: Columbus Crew Soccer Club)‏ نادي لكرة القدم من الولايات المتحدة الأمريكية مقرة مدينة كولومبوس عاصمة ولاية أوهايو , يلعب في القسم الشرقي في الدوري الأمريكي لكرة القدم , يدرب النادي لاعب منتخب أمريكا سابقا جيرج بيرهالتر , ملعب النادي الحالي هو لوور دوت كوم فيلد الذي يتسع لـ 20371 متفرج وكان ملعب النادي السابق هو ملعب كولومبوس كرو الذي يتسع إلى حوالي 20 ألف متفرج .

## شعارات النادي

شعار النادي من 1996 إلى 2014
شعار النادي من الفترة 2014 إلى 2021
شعار النادي من 2021 إلى الأن